# Jamal Murray
Jamal Murray (sinh ngày 23 tháng 2 năm 1997) là một cầu thủ bóng rổ chuyên nghiệp người Canada thi đấu cho Denver Nuggets tại Hiệp hội Bóng rổ Quốc gia (NBA). Anh đã chơi một mùa bóng rổ đại học cho Kentucky Wildcats   trước khi được Nuggets chọn với lượt pick thứ bảy trong NBA draft 2016.

## Thời thơ ấu
Murray sinh ra và lớn lên ở Kitchener, Ontario, là con trai của Sylvia (từ Syria) và Roger Murray, người sinh ra ở Jamaica và chuyển đến Canada năm 9 tuổi..  Anh cũng có một em trai, Lamar. Cha anh lớn lên cùng với điền kinh và bóng rổ; khi còn trẻ, cha anh đã đấu với Lennox Lewis, người bản xứ Kitchener trước khi Lewis bắt đầu sự nghiệp quyền anh chuyên nghiệp của mình.
Khi mới ba tuổi, Murray có thể chơi bóng rổ "hàng giờ liền" và năm sáu tuổi đã chơi ở giải đấu dành cho trẻ mười tuổi. Đến năm 12 hoặc 13 tuổi, anh bắt đầu chơi bóng rổ phủi với những cầu thủ hàng đầu từ trường trung học và đại học. Cha của anh đã hướng dẫn anh nhiều bài tập bóng rổ và các bài tập kung fu, bao gồm cả thiền định.

## Sự nghiệp trung học
Murray theo học Học viện Grand River Collegiate ở Kitchener, sau đó chuyển đến Orangeville Prep ở Orangeville, Ontario, nơi cha anh làm trợ lý huấn luyện viên. Anh cùng người đồng đội tài năng Thon Maker trở thành một bộ đôi giúp Orangeville Prep chiến thắng trước nhiều trường trung học ở Mỹ.
Tại giải Jordan Brand Classic International Game 2013, Murray được vinh danh là MVP, trở thành người Canada thứ hai giành được danh hiệu này sau Duane Notice. Tại Nike Hoop Summit 2015, Murray đã ghi được 30 điểm và được vinh danh là MVP.
Murray được vinh danh là MVP của BioSteel All-Canada Basketball Game 2015, trong đó bao gồm những cầu thủ trung học hàng đầu ở Canada.
Murray chơi bóng rổ tại giải AAU cho CIA Bounce.

## Sự nghiệp đại học

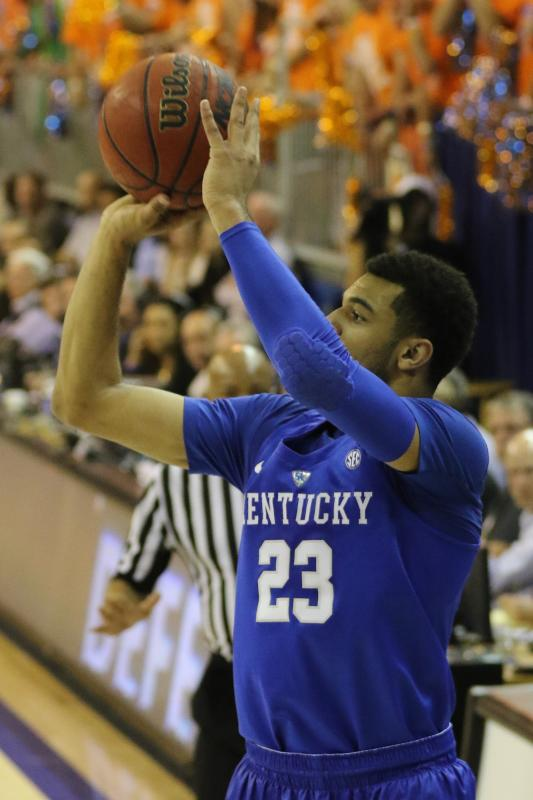
Murray thi đấu cho Kentucky vào năm 2016

Vào ngày 24 tháng 6 năm 2015, Murray xác nhận sẽ đến Kentucky để thi đấu với huấn luyện viên khi đó là John Calipari. Khi còn là sinh viên năm nhất, năm 2015–16, anh đã lọt vào danh sách Top 25 Midseason cho Giải thưởng John R. Wooden, và được chọn vào danh sách 35 người đáng xem giữa mùa giải cho Giải thưởng Naismith. Anh ra sân trong 36 trận và ghi trung bình 20,0 điểm, 5,2 rebound và 2,2 kiến tạo mỗi trận cùng với hiệu suất 40,8% bên ngoài vòng bán nguyệt. Sau mùa giải năm nhất, Murray được Associated Press vinh danh vào third-team All-American. Murray cũng đã chọn vào All-SEC First Team và SEC All-Freshman Team. Chỉ số ghi 20,0 điểm mỗi trận của Murray là nhiều nhất đối với bất kỳ sinh viên năm nhất nào trong lịch sử của Kentucky và cao nhất đối với bất kỳ cầu thủ nào trong nhiệm kỳ của John Calipari với tư cách huấn luyện viên trưởng.
Anh ấy đã dẫn dắt Wildcats, đội có bảy cầu thủ NBA tương lai trong đội hình, đạt vị trí số 1 vào đầu mùa giải và danh hiệu SEC trước khi bị hạt giống 5 Indiana đánh bại ở vòng hai của March Madness. Vào tháng 4 năm 2016, Murray tuyên bố tham gia NBA draft, quyết định từ bỏ ba năm cuối đại học.

## Sự nghiệp chuyên nghiệp

### Denver Nuggets (2016 đến nay)

#### 2016-2019: Những năm đầu sự nghiệp và loạt trận playoffs đầu tiên
Vào ngày 23 tháng 6 năm 2016, Murray được Denver Nuggets lựa chọn với lượt pick thứ bảy trong NBA draft 2016. Vào ngày 9 tháng 8 năm 2016, anh ký hợp đồng tân binh với Nuggets. Vào ngày 13 tháng 11 năm 2016, anh ghi được 19 điểm - số điểm cao nhất trong sự nghiệp - trong trận thua 112–105 trước Portland Trail Blazers. Anh lập một dấu mốc khác vào ngày 22 tháng 11 khi ghi 24 điểm trong chiến thắng 110–107 trước Chicago Bulls. Vào ngày 1 tháng 12, anh được vinh danh là Tân binh của tháng liên đoàn miền Tây cho các trận đấu tháng 10 và tháng 11. Vào ngày 17 tháng 2 năm 2017, Murray được vinh danh là MVP của Rising Stars Challenge sau khi đạt được 36 điểm, số điểm cao nhất trong trận đấu (9-14 3FG) đồng thời ghi nhiều kiến tạo nhất trận đấu là 11 trong chiến thắng 150–139 của Team World trước Team USA. Vào ngày 7 tháng 4 năm 2017, anh ghi được 30 điểm, cao nhất sự nghiệp tính đến thời điểm đó trong chiến thắng 122–106 trước New Orleans Pelicans. Vào cuối mùa giải, anh được vinh danh vào NBA All-Rookie Second Team.
Vào ngày 11 tháng 11 năm 2017, Murray đã ghi được 32 điểm, cao nhất trong sự nghiệp khi đó, trong chiến thắng 125–107 trước Orlando Magic. Sáu ngày sau, anh tiếp tục ghi đến 31 điểm trong chiến thắng 146–114 trước New Orleans Pelicans. Vào ngày 22 tháng 1 năm 2018, anh ghi được 38 điểm, trong đó có một pha ghi ba điểm ở phút cuối cùng, giúp Nuggets đánh bại Portland Trail Blazers với tỉ số 104–101. Vào ngày 1 tháng 2 năm 2018, anh đã ghi 33 điểm trong chiến thắng 127–124 trước Oklahoma City Thunder. Tỉ lệ ném phạt thành công 90,5% của anh ấy đứng thứ 5 trong giải đấu và đứng thứ 10 trong lịch sử đội bóng.
Vào ngày 5 tháng 11 năm 2018, Murray đã ghi đến 48 điểm, kỉ lục mới của sự nghiệp, trong chiến thắng 115–107 trước Boston Celtics. Vào ngày 18 tháng 12, anh tiếp tục có 22 điểm và 15 đường kiến tạo - cao nhất trong sự nghiệp - trong chiến thắng 126–118 trước Dallas Mavericks. Vào ngày 29 tháng 12, anh ghi được 46 điểm và thực hiện đến chín pha 3 điểm, cao nhất trong sự nghiệp, đưa đội đến chiến thắng 122–118 trước Phoenix Suns. Vào ngày 3 tháng 1, anh ghi 17 trong số 36 điểm cả trận của mình ở hiệp thứ tư trong chiến thắng 117–113 của Nuggets trước Sacramento Kings. Vào ngày 17 tháng 1, anh ghi 22 trong số 25 điểm của mình ở hiệp ba trong chiến thắng 135–105 của Nuggets trước Bulls. Vào ngày 6 tháng 2, sau khi bỏ lỡ sáu trận đấu vì bị bong gân mắt cá chân trái, Murray đã có 19 điểm và 11 pha kiến tạo trong trận thua 135–130 trước Brooklyn Nets. Trong Game 3 của loạt trận playoff vòng thứ hai của Nuggets với Trail Blazers, Murray đã có 34 điểm, cao nhất trong sự nghiệp ở các trận playoff, trong thất bại 140–137 ở trận đấu có tới 4 hiệp phụ. Trong Game 4, anh lại ghi được 34 điểm trong chiến thắng 116-112.

#### 2019-2020: Vào chung kết miền Tây và 2 lần ngược dòng tại NBA Bubble
Vào ngày đầu tiên của khoảng thời gian chuyển nhượng tự do, Murray đã ký hợp đồng gia hạn hợp đồng 5 năm, trị giá tối đa 170 triệu đô la với Nuggets.
Vào ngày 17 tháng 11 năm 2019, Murray đã ghi được 39 điểm, cao nhất trong mùa giải của mình, đồng thời với 8 lần kiến tạo, trong đó có 7 lần ném ba điểm, ở chiến thắng 131–114 trước Memphis Grizzlies. Ba ngày sau, trong chiến thắng 105-95 trước Houston Rockets, Murray có 6 lần cướp bóng, cao nhất trong sự nghiệp, cùng với 10 điểm và 9 pha kiến tạo. Vào ngày 23 tháng 12, Murray ghi được 28 điểm và dứt điểm thành công cú step-back quyết định trong trận đấu sân khách với Phoenix Suns khi chỉ còn 2,5 giây còn lại trong hiệp phụ để giành chiến thắng 113–111. Vào ngày 4 tháng 1 năm 2020, anh giành được 39 điểm, cao nhất trong mùa giải chính của mình, trong trận thua 128–114 trước Washington Wizards. Sau khi bỏ lỡ mười trận đấu do bong gân mắt cá chân ở trận gặp Charlotte vào ngày 15 tháng 1 , Murray trở lại để có một trong những giai đoạn tốt nhất trong sự nghiệp của mình, ghi trung bình 31,3 điểm mỗi trận trong bốn trận đấu liên tiếp, bao gồm 36 điểm và tỉ lệ ném thành công là 14 trong số 17 lần với sáu lần bắn ba thành công trước Suns vào ngày 8 tháng 2. Vào ngày 4 tháng 3, Murray có thêm một cú ném quyết định khi chỉ còn 4,5 giây còn lại trong trận đấu để giành chiến thắng 114-112 trước Hornets, ghi cho mình 18 điểm, 6 kiến tạo.
Vào ngày 17 tháng 8, trong trận đấu vòng đầu của Nuggets với Utah Jazz ở NBA playoffs 2020, Murray ghi 36 điểm và 9 kiến tạo, trong đó có 20 điểm trong hiệp 4 và hiệp phụ để dẫn Nuggets đến chiến thắng 135–125 ở Game 1. Trong Game 4 sáu ngày sau, Murray ghi đến 50 điểm cao nhất trong sự nghiệp của mình, cùng với 11 rebound và 7 kiến tạo trong trận thua 129–127 trước Jazz. Với điểm số 51 của Donovan Mitchell, đây là lần đầu tiên trong lịch sử các trận playoff NBA có một cầu thủ mỗi đội ghi ít nhất 50 điểm trong cùng một trận đấu. Trong nguy cơ bị loại ở trận đấu loại trực tiếp là Game 5 với việc Denver để thua 3-1 trong loạt trận này, Murray đã ghi 42 điểm, 8 rebound và 8 kiến tạo để dẫn Nuggets giành chiến thắng 117–107 và đưa loạt trận đến Game 6, nơi Murray một lần nữa ghi 50 điểm, tỉ lệ 9–12 trong những quả ném ba và giúp Nuggets kéo dài chuỗi trận sang Game 7 với chiến thắng 119–107. Sau Game 6, Murray đã rất xúc động trong cuộc phỏng vấn sau trận đấu với Jared Greenberg của TNT khi đề cập đến sự bất công về chủng tộc cũng như sự tưởng nhớ đến George Floyd và Breonna Taylor, khi bức ảnh của họ đều có trên đôi giày thiết kế riêng của anh.
Vào ngày 15 tháng 9, trong Game 7 với Los Angeles Clippers, Murray đã ghi được 40 điểm với sáu pha ba điểm, đưa Nuggets giành chiến thắng chung cuộc 104–89 để tiến tới Vòng chung kết Western Conference lần đầu tiên kể từ năm 2009. Với chiến thắng này, Nuggets trở thành đội đầu tiên trong lịch sử NBA lội ngược dòng thành công đến 2 lần khi bị dẫn 3–1 tại các loạt trận chỉ trong một mùa giải duy nhất. Tuy nhiên, Nuggets tiếp tục để thua ở Vòng chung kết Western Conference sau 5 trận trước nhà vô địch NBA thật sự là Los Angeles Lakers, khi Murray ghi 28 điểm, 8 rebound và 12 kiến tạo trong chiến thắng duy nhất của Denver ở Trận 3.

## Các chỉ số cá nhân

### NBA

#### Mùa giải chính (regular season)
| Năm      | Đội    | GP  | GS  | MPG  | FG%  | 3P%  | FT%  | RPG | APG | SPG | BPG | PPG  |
| -------- | ------ | --- | --- | ---- | ---- | ---- | ---- | --- | --- | --- | --- | ---- |
| 2016–17  | Denver | 82  | 10  | 21.5 | .404 | .334 | .883 | 2.6 | 2.1 | .6  | .3  | 9.9  |
| 2017–18  | Denver | 81  | 80  | 31.7 | .451 | .378 | .905 | 3.7 | 3.4 | 1.0 | 0.3 | 16.7 |
| 2018–19  | Denver | 75  | 74  | 32.6 | .437 | .367 | .848 | 4.2 | 4.8 | .9  | .4  | 18.2 |
| 2019–20  | Denver | 59  | 59  | 32.3 | .456 | .346 | .881 | 4.0 | 4.8 | 1.1 | .3  | 18.5 |
| 2020–21  | Denver | 48  | 48  | 35.5 | .477 | .408 | .869 | 4.0 | 4.8 | 1.3 | .3  | 21.2 |
| 2022–23† | Denver | 65  | 65  | 32.8 | .453 | .398 | .832 | 4.0 | 6.2 | 1.0 | .2  | 20.0 |
| 2023–24  | Denver | 59  | 59  | 31.5 | .481 | .425 | .853 | 4.1 | 6.5 | 1.0 | .7  | 21.2 |
| Career   | Career | 469 | 394 | 30.7 | .452 | .380 | .867 | 3.7 | 4.5 | 1.0 | .3  | 17.5 |

#### Vòng loại trực tiếp (playoffs)
| Năm    | Đội    | GP | GS | MPG  | FG%  | 3P%  | FT%  | RPG | APG | SPG | BPG | PPG  |
| ------ | ------ | -- | -- | ---- | ---- | ---- | ---- | --- | --- | --- | --- | ---- |
| 2019   | Denver | 14 | 14 | 36.3 | .425 | .337 | .903 | 4.4 | 4.7 | 1.0 | .1  | 21.3 |
| 2020   | Denver | 18 | 18 | 39.4 | .510 | .466 | .890 | 4.9 | 6.6 | .9  | .3  | 26.9 |
| 2023†  | Denver | 20 | 20 | 39.9 | .473 | .396 | .926 | 5.7 | 7.1 | 1.5 | .3  | 26.1 |
| Career | Career | 53 | 53 | 38.9 | .473 | .404 | .910 | 5.0 | 6.3 | 1.2 | .2  | 25.0 |

### Đại học
| Năm     | Đội      | GP | GS | MPG  | FG%  | 3P%  | FT%  | RPG | APG | SPG | BPG | PPG  |
| ------- | -------- | -- | -- | ---- | ---- | ---- | ---- | --- | --- | --- | --- | ---- |
| 2015–16 | Kentucky | 36 | 36 | 35.2 | .454 | .408 | .783 | 5.2 | 2.2 | 1.0 | .3  | 20.0 |

## Sự nghiệp tại đội tuyển quốc gia
Murray đại diện cho Canada tại giải vô địch FIBA châu Mỹ dưới 16 tuổi ở Uruguay, ghi trung bình 17 điểm, 6 rebound và 2,4 cướp bóng mỗi trận để dẫn dắt đội đến huy chương đồng. Anh đã chơi cho đội tuyển quốc gia Canada tại Pan American Games năm 2015, giúp đội giành huy chương bạc. Chỉ số trung bình của anh ấy trong toàn giải đấu là 16,0 điểm, 3,2 rebound và 2,4 kiến tạo mỗi trận, với tỉ lệ ném là 45,9%.

## Giải thưởng và danh hiệu
NBA
- NBA All-Rookie Second Team (2017)
- MVP của Rising Stars Challenge (2017)
- Tân binh của tháng khu vực miền Tây: Tháng 10 / tháng 11 năm 2016 [60]

Đại học
- Third-team All-American - AP (2016)
- First-team All- SEC (2016)
- SEC All-Freshman Team (2016)
- SEC All-Tournament Team (2016)